# Hymenophyton flabellatum
Hymenophyton flabellatum là một loài Rêu trong họ Hymenophytaceae. Loài này được (Labill.) Dumort. mô tả khoa học đầu tiên năm 1835.